# SOGIN
SOGIN (acrónimo de Società Gestione Impianti Nucleari) es la empresa pública responsable en Italia del desmantelamiento de instalaciones nucleares y de la gestión de los residuos radiactivos producidos por las actividades industriales, de investigación y de medicina nuclear.

## Historia
SOGIN fue creada en 1999, después de la decisión de Italia de cerrar todas sus centrales nucleares. Sogin es una empresa pública cuyo accionista único es el Ministerio italiano de Economía. Su misión es de hacerse cargo de la gestión de los residuos radiactivos y del combustible nuclear gastado, así como del desmantelamiento de las instalaciones nucleares italianas. 
La ley italiana n. 31 de 2010 dio a Sogin también la tarea de localizar, proyectar, construir y gestionar el Almacén Centralizado Italiano de los residuos radioactivos y el Parque Tecnológico. Su construcción es indispensable para alcanzar el objetivo de devolver los emplazamientos donde hay instalaciones nucleares a sus características iniciales y a garantizar la seguridad de todos los residuos radioactivos, también los producidos por las aplicaciones médicas, industriales y las relacionadas con la investigación y la docencia.
En 2004 Sogin se ha convertido en un grupo, gracias a la adquisición de la mayoría (60%) de Nucleco (40% ENEA).

### Historial del Consejo de Administración
| Duración del cargo | Presidente y Director ejecutivo | Notas             |
| ------------------ | --- | ----------------- |
| 2016 - 2018        | - Presidente: Marco Enrico Ricotti - Director ejecutivo: Luca Desiata | [ 3 ]             |
| 2013 - 2015        | - Presidente: Giuseppe Zollino - Director ejecutivo: Riccardo Casale | [ 4 ]             |
| 2010 - 2012        | - Presidente: Giancarlo Aragona - Director ejecutivo: Giuseppo Nucci | [ 5 ]             |
| 2007 - 2009        | - Presidente: Maurizio Cumo - Director ejecutivo (2007 - 2008): Massimo Romano - Comisario (2009 - 2010): Francesco Mazzuca - Comisionados adjunto (2009 - 2010): Giuseppe Nucci, Claudio Nardone | [ 6 ] [ 7 ] [ 8 ] |
| 2004 - 2006        | - Presidente: Carlos Jean - Director ejecutivo: Giancarlo Bolognini | [ 9 ]             |
| 2001 - 2003        | - Presidente: Maurizio Cumo - Director ejecutivo: Raffaello De Felice | [ 10 ]            |